# Município de Independence (condado de Washington, Ohio)
O município de Independence (em inglês: Independence Township) é um município localizado no condado de Washington no estado estadounidense de Ohio. No ano de 2010 tinha uma população de 348 habitantes e uma densidade populacional de 4,71 pessoas por km².

## Geografia
O município de Independence encontra-se localizado nas coordenadas 39° 28′ 40″ N, 81° 11′ 39″ O. Segundo a Departamento do Censo dos Estados Unidos, o município tem uma superfície total de 73.86 km², da qual 73,66 km² correspondem a terra firme e (0,26 %) 0,19 km² é água.

## Demografia
Segundo o censo de 2010, tinha 348 pessoas residindo no município de Independence. A densidade populacional era de 4,71 hab./km². Dos 348 habitantes, o município de Independence estava composto pelo 99,43 % brancos e o 0,57 % eram de uma mistura de raças. Do total da população o 1,15 % eram hispanos ou latinos de qualquer raça.